# Reckon
Reckon ist ein Jazzalbum des Jim Black Trios mit Elias Stemeseder und Thomas Morgan. Die am 15.  und 16. Januar 2019 in den Hardstudios Winterthur entstandenen Aufnahmen erschienen am 17. Januar 2020 auf Intakt Records.

## Hintergrund
Reckon ist das vierte Album des Trios des Schlagzeugers Jim Black, in dem er mit dem Pianisten Elias Stemeseder und dem Bassisten Thomas Morgan spielt, seit seiner Gründung im Jahr 2011. Bereits der Vorgänger, das 2015 aufgenommene Album Somatic, erschien beim Schweizer Label Intakt.

## Titelliste
- Jim Black Trio: Reckon (Intakt Records CD 334)[1] Jim Black 2014
  1. Astrono Said So – 5:42
  2. Tripped Overhue – 5:22
  3. Tighter Whined – 2:10
  4. Spooty and Snofer – 5:19
  5. Very Query – 4:26
  6. Focus on Tomorrow – 2:39
  7. Next Razor World – 3:43
  8. Neural Holiday – 3:36
  9. Dancy Clear Ends – 5:03
  10. What You Are Made From – 2:57
  11. This One and This Too – 6:13

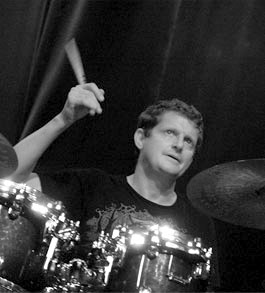
Jim Black 2014

- Alle Kompositionen stammen von Elias Stemeseder, Jim Black und Thomas Morgan.

## Rezeption
Das Album wurde 2020 in die Vierteljahres-Bestenliste des Preis der deutschen Schallplattenkritik aufgenommen. Peter Kemper meinte für die Jury, bei diesem Trio handele es sich um die „Neuerfindung des Klaviertrios aus dem Geiste des Instant Composing“. Beim Zusammenwirken der drei Musiker entstünden „integrale Kostbarkeiten.“
Georges Tonla Briquet schrieb in Jazz Halo, Reckon sei eine würdige und ebenso durchsetzungsfähige Fortsetzung von The Constant. Mit Elias Stemeseder und Thomas Morgan habe er immer noch die richtigen Partner, um die traditionelle Jazzwelt aufzumischen. Nur die Interaktion zu hören, die sie zum ersten Mal im Eröffnungs-Track „Atsrono Said So“ zeigen, sei ein guter Beweis dafür. „Sie spielen, als wären sie auf einer Bühne voller Glasscherben. Niemals zurückblicken und schneller und schneller vorwärts. Ein schwindelerregendes Intro, das eindeutig auf gegenseitigem Vertrauen und Verständnis beruht.“ Das Album sei jedoch kein langer Abnutzungskrieg. Nach der ersten Hürde geben sie sich Zeit, neue Angriffspläne zu schmieden und unterschiedlich geordnete rhythmische und harmonische Modulationen zusammenzustellen. Doch hier und da verberge sich eine kurze Melodiezeile als absichtliche Irreführung des Hörers durch die drei Improvisatoren. Denn das sei es von Anfang bis Ende. Es wurde keine einzige Nummer ausgeschrieben. Es gebe höchstens ein paar kurze Hinweise, bevor sie anfingen.

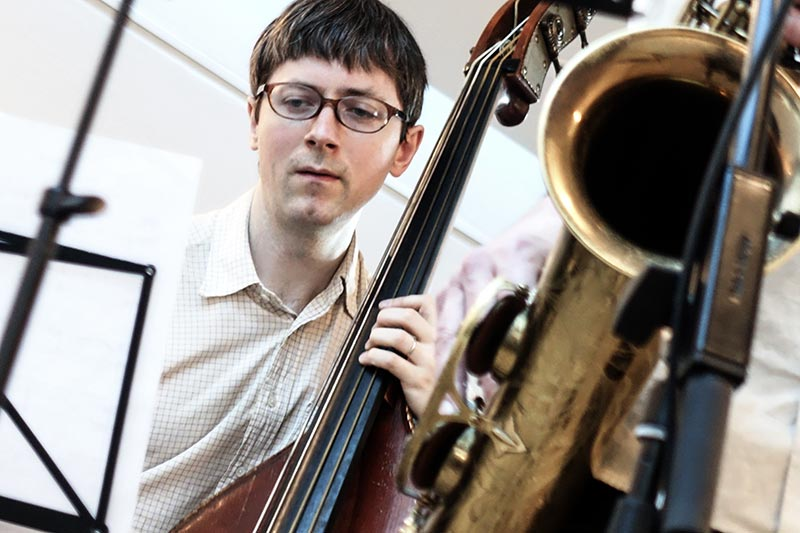
Thomas Morgan 2017

Nach Ansicht von John Sharpe, der das Album in All About Jazz rezensierte, finde Jim Black endlose Möglichkeiten, sein Spiel abzubrechen und einen Beat herauszustottern, wobei es manchmal an die elektronischen Loops von Hip-Hop, Drum & Bass erinnere. Aber dann füge er das menschliche Element hinzu, das mit frechen kleinen Gesten und explosiven Sprüngen als Teil des insgesamt rasselnden Schlägen verschönert werde. Obwohl Stemeseder sich voll und ganz auf die perkussive Stimmung einlasse, zeige der Pianist ein ausgeklügeltes Gleichgewicht zwischen Spannung, Wiederholung, ob einer einzelnen Note oder eines bohrenden Motivs. Morgan sei ein versierter Begleiter, der in diesen Grenzsituationen niemals einen falschen Fuß setze und elastischen Puls und kontrapunktisches Gespür mische.
John Fordham schrieb in Jazzwise, die elf kurzen Tracks seien voller unruhiger Animationen. So öffne sich „Astrono Said So“ als pumpendes Ensemble-Sperrfeuer und entwickle sich „in schnellen, episodischen freien Piano-Figuren über einem nahtlosen Percussion-Klappern und einem lebhaften Bass-Sog. ‚Tripped Overhue' beginnt als träumerische Träumerei, entkorkt jedoch die wogenden Soli von Stemeseder und Morgan über Blacks beschleunigten Laufschritt-Sound, während sich der anfängliche prägende Puls zu einem flüssigeren, jazzigen Wirbel auf 'Tighter Whined'-Sounds verschiebt, der komponiert wurde, aber – wie der größte Teil dieser Session – weitgehend improvisiert wurde“. Manchmal klinge diese bemerkenswerte Musik hakig und minimalistisch, so Fordham weiter, manchmal sei sie trance-haft, und Stemeseder offenbare sich als Improvisator für präparierte Klaviere in Keith Tippetts Liga in „Next Razor World“ und „This One and This Too“. Jim Blacks aufregende Gruppe entwerfe weiterhin eine eigene Jazz-Piano-Trio-Welt, so das Resümée des Autors.
Der Autor des Blog Avant Scena schrieb, Reckon sei voller inspirierender, dynamischer und treibender Klänge; die Kompositionen würden auf offener Form und freier Improvisation basieren. Die Musik ist dynamisch und verändert sich ständig - stabile, entspannende Soli, die sich auf kühle, abstrakte, freie Improvisationen beziehen, die mit den Hauptgrundlagen des Avantgarde Jazz gefüllt seien, mit komplizierten, platzenden, ausdrucksstarken und dynamischen Melodien aus dem Bebop, Postbop, Hardbop und andere modernen Spielarten des Jazz verbunden.